# Gyritegade
Gyritegade er en lille gade i Haraldsgadekvarteret på Ydre Nørrebro i København. Den er en sidegade til Lersø Park Allé, krydser gennem Vibekevang og ender i Titangade. Gaden er navngivet efter et oldnordisk kvindenavn, sammensat af ord for gud og smuk. Navnet staves dog som regel med h, Gyrithe, og nævnes af Saxo. I to år, fra 1926-28, hed gaden Bennekevej.
I 1950’erne finder man bl.a. beboere i gaden med følgende erhverv: forhenværende boghandler Erna Clausen, skibstømrer, værktøjsmager (nr. 14). I 1978 finder man i samme hus en mag. scient. Guldborg Axelsen, den samme skibstømrer Hansen, cand. stiped. Hauberg Mortensen, en familievejleder og en stud.mag. Svane.  
Gaden ligger i kvarteret Vibekevang. Postdistriktmæssigt ligger Gyritegade i 2100 København Ø.